# Marcel Galey
Marcel Galey (Clichy, 2 settembre 1905 – Saint-Cloud, 30 gennaio 1991) è stato un calciatore francese, di ruolo attaccante.

## Carriera

### Club
Ha giocato nella prima divisione francese.

### Nazionale
Ha collezionato tre presenze con la propria Nazionale.

## Palmarès

### Club

#### Competizioni nazionali
- Campionato francese: 1

RC Parigi: 1935-1936
- Coppa di Francia: 1

RC Parigi: 1935-1936

## Statistiche

### Cronologia presenze e reti in Nazionale
| Cronologia completa delle presenze e delle reti in nazionale ― Francia | Cronologia completa delle presenze e delle reti in nazionale ― Francia | Cronologia completa delle presenze e delle reti in nazionale ― Francia | Cronologia completa delle presenze e delle reti in nazionale ― Francia | Cronologia completa delle presenze e delle reti in nazionale ― Francia | Cronologia completa delle presenze e delle reti in nazionale ― Francia | Cronologia completa delle presenze e delle reti in nazionale ― Francia | Cronologia completa delle presenze e delle reti in nazionale ― Francia |
| Data                                                                   | Città                                                                  | In casa                                                                | Risultato                                                              | Ospiti                                                                 | Competizione                                                           | Reti                                                                   | Note                                                                   |
| ---------------------------------------------------------------------- | ---------------------------------------------------------------------- | ---------------------------------------------------------------------- | ---------------------------------------------------------------------- | ---------------------------------------------------------------------- | ---------------------------------------------------------------------- | ---------------------------------------------------------------------- | ---------------------------------------------------------------------- |
| 24-2-1929                                                              | Colombes                                                               | Francia                                                                | 3 – 0                                                                  | Ungheria                                                               | Amichevole                                                             | -                                                                      |                                                                        |
| 24-3-1929                                                              | Colombes                                                               | Francia                                                                | 2 – 0                                                                  | Portogallo                                                             | Amichevole                                                             | 1                                                                      |                                                                        |
| 14-4-1929                                                              | Saragozza                                                              | Spagna                                                                 | 8 – 1                                                                  | Francia                                                                | Amichevole                                                             | -                                                                      |                                                                        |
| Totale                                                                 |                                                                        | Presenze                                                               | 3                                                                      |                                                                        | Reti                                                                   | 1                                                                      |                                                                        |